# AAC Honey Badger
A AAC Honey Badger PDW é uma arma de defesa pessoal integralmente silenciada, baseada no AR-15. Ela utiliza munição .300 AAC Blackout e é produzida pela Advanced Armament Corporation (AAC), uma subsidiária da Remington Outdoor Company. A arma é designada com o nome do texugo-do-mel (em inglês: honey badger).

## Design
A arma e o cartucho usado foram desenvolvidos em estreita cooperação com as unidades de operações especiais americanas para criar um substituto adequado e eficaz para a HK MP5 e sistemas similares de armas de combate a curta distância. Foi projetada para ser muito conveniente para uso militar, onde M16s são de uso comum, pois muitas semelhanças existiriam nos controles de disparo, manipulação da arma e carregadores. Apesar de a arma ser integralmente silenciada, ela pode ser ainda mais silenciosa usando munição subsônica .300 Blackout de 14,26 g.
A Honey Badger foi projetada para ser uma combinação da silenciosa MP5SD e da letal M4. Kevin Brittingham, o fundador da AAC, queria projetar uma arma que tivesse facilidade de uso de um AR-15, mas a portabilidade de uma MP5.
A Honey Badger foi desenvolvida com uma armação superior e inferior padrão M4, um cano curto com um sistema de impacto de gás muito curto e uma rápida taxa de torção de estriamento, um silenciador integrado personalizado e removível e um tubo da coronha e coronha retrátil com duas pontas. A arma, com o silenciador adicionado, é 7,62–15,24 cm mais longa que a MP5SD; o peso, porém, é quase idêntico com a arma descarregada.

## Substituição
Desde 2013, a AAC concentrou seus esforços na produção de silenciadores. Enquanto estava em transição para produção de silenciadores, o projeto foi arquivado e a SIG Sauer lançou seus produtos SIG Sauer MCX, que substituíram a Honey Badger como a PDW versátil. "Tomamos a decisão de sair do negócio da fabricação de rifles", afirmou Jeff Still, Diretor de Acessórios e Silenciadores da Remington Outdoor Company. "Vamos concentrar todos os nossos esforços em silenciadores e acessórios relacionados." Em 2017, Kevin Brittingham fundou uma nova empresa chamada "Q". Juntamente com silenciadores e um rifle por ação de ferrolho do seu próprio design, a Q também desenvolveu e comercializou uma Honey Badger aprimorada.